# Macarrone
Macarrone é uma música do grupo Trem da Alegria lançada em 1989, no álbum Trem da Alegria. Trata-se do quarto e último single a ser lançado e presta uma homenagem a Itália, utilizando-se de elementos de sua cultura. Outro homenageado na letra da canção é grupo Os Trapalhões, formado por Didi, Dedé, Mussum e Zacarias.

## Produção e lançamento
A palavra "Macarrone" é uma maneira lúdica de falar macarrão, fazendo alusão ao sotaque de palavras em italiano. O macarrão (em italiano plural: maccheroni, singular: maccherone) é um tipo de massa alimentícia com o formato de tubos curtos, em que se incluem os penne e os cotovelos. Segundo uma antiga teoria, teria sido o explorador italiano Marco Polo a levar o macarrão da China para a Itália durante o século XIII. Hoje sabe-se que as massas alimentícias já eram conhecidas na Europa muito antes disso, mesmo assim, o macarrão é um prato que é massivamente associado a Itália.
Os compositores Ed Wilson e Reinaldo Barriga utilizaram-se da popularidade desse prato e de sua ligação com a Itália para fazer uma homenagem ao país, citando também outros pratos típicos como: popertone, minestrone e panetone, além de utilizarem expressões em italiano como "San Germano, Mamma mia". O grupo do seriado Os Trapalhões, formado por Didi, Dedé, Mussum e Zacarias, aparecem no almoço repleto de comida italiana, preparado pela avô do eu lírico na letra da música.
A canção foi incluída na setlist da turnê do grupo de 1989, que também foi apresentada em Angola, país da costa ocidental da África, os três shows no país foram exibidos em horário nobre na TV angolana.

## Versões
A primeira versão cover da música foi feita pelo grupo português Coisas Loucas, em 1990. O grupo regravou a faixa em seu álbum Que Felicidade da gravadora Vidisco.